# Список фільмів за коміксами DC Comics
Нижче наведено список ігрових і анімаційних фільмів на основі коміксів DC Comics.

## Ігрові фільми
| Рік  | Назва                                          | Студія                                               | Примітка                                                                                       |
| ---- | ---------------------------------------------- | ---------------------------------------------------- | ---------------------------------------------------------------------------------------------- |
| 1950 | Атомна людина проти Супермена                  | Columbia Pictures                                    | Пов'язаний з фільмом-серіалом про Супермена 1948 року.                                         |
| 1951 | Супермен і люди-кроти                          | Lippert Pictures                                     | Пов'язаний з фільмом-серіалом про Супермена 1948 року і фільмом Атомна людина проти Супермена. |
| 1954 | День заощаджень Супермена                      | Міністерство фінансів США                            | Короткометражний урядовий фільм в суспільному надбанні.                                        |
| 1966 | Бетмен                                         | 20th Century Fox                                     | Пов'язаний з телесеріалом Бетмен 1960-х років.                                                 |
| 1974 | Диво-жінка                                     | Warner Bros.                                         |                                                                                                |
| 1975 | Це птах, це літак, це Супермен!                | Warner Bros.                                         | Телевізійна адаптація бродвейського мюзиклу 1960-х.                                            |
| 1978 | Супермен                                       | Warner Bros.                                         | 3 номінації на премію «Оскар».                                                                 |
| 1980 | Супермен 2                                     | Warner Bros.                                         |                                                                                                |
| 1982 | Болотна тварина                                | Embassy Pictures                                     |                                                                                                |
| 1983 | Супермен 3                                     | Warner Bros.                                         |                                                                                                |
| 1984 | Супердівчина                                   | Warner Bros.                                         |                                                                                                |
| 1984 | Шина                                           | Columbia Pictures                                    |                                                                                                |
| 1987 | Дух                                            | Warner Bros.                                         |                                                                                                |
| 1987 | Супермен 4: У пошуках миру                     | Warner Bros. / Golan-Globus / Cannon Films.          |                                                                                                |
| 1989 | Повернення болотної тварини                    | Lightyear Entertainment                              |                                                                                                |
| 1989 | Бетмен                                         | Warner Bros.                                         | Премія «Оскар» за найкращу роботу художника-постановника.                                      |
| 1990 | Флеш                                           | Warner Bros.                                         | Декілька серій серіалу змонтували в фільми.                                                    |
| 1991 | Флеш 2: Помста Трюкача                         | Warner Bros.                                         | Декілька серій серіалу змонтували в фільми.                                                    |
| 1991 | Флеш 3: Смертоносна беладона                   | Warner Bros.                                         | Декілька серій серіалу змонтували в фільми.                                                    |
| 1992 | Бетмен повертається                            | Warner Bros.                                         | 2 номінації на премію «Оскар».                                                                 |
| 1994 | Тінь                                           | Universal Pictures                                   |                                                                                                |
| 1995 | Бетмен назавжди                                | Warner Bros.                                         | 3 номінації на премію «Оскар».                                                                 |
| 1997 | Бетмен і Робін                                 | Warner Bros.                                         |                                                                                                |
| 1997 | Сталь                                          | Warner Bros.                                         |                                                                                                |
| 2003 | Ліга видатних джентльменів                     | 20th Century Fox                                     | Заснований на однойменній серії коміксів Алана Мура.                                           |
| 2004 | Жінка-кішка                                    | Warner Bros. / Village Roadshow Pictures             |                                                                                                |
| 2005 | Костянтин: Володар темряви                     | Warner Bros. / DC Entertainment                      | Заснований на серії коміксів Hellblazer.                                                       |
| 2005 | Бетмен: Початок                                | Warner Bros. / DC Entertainment                      | Перезагрузка; номінація на премію «Оскар».                                                     |
| 2006 | Повернення Супермена                           | Warner Bros. / DC Entertainment                      | Продовження фільму «Супермен 2»; номінація на премію «Оскар».                                  |
| 2006 | Супермен 2: Режисерська версія                 | Warner Bros. / DC Entertainment                      | Перевидання фільму «Супермен 2», випущене одразу на відео.                                     |
| 2008 | Темний лицар                                   | Warner Bros. / DC Entertainment                      | 2 премії «Оскар» і 6 номінацій.                                                                |
| 2008 | Месник                                         | Lions Gate Entertainment                             | Дистриб'ютор за межами США Sony Pictures Entertainment.                                        |
| 2009 | Хранителі                                      | Warner Bros. / DC Entertainment / Paramount Pictures | Адаптація однойменного комікса Алана Мура и Дейва Гіббонса.                                    |
| 2010 | Джона Гекс                                     | Warner Bros. / DC Entertainment                      |                                                                                                |
| 2010 | РЕД                                            | Summit Entertainment / DC Entertainment              | Заснований на мінісерії коміксів Червоний Воррена Елліса і Каллі Гемнера.                      |
| 2011 | Зелений ліхтар                                 | Warner Bros. / DC Entertainment                      |                                                                                                |
| 2012 | Темний лицар повертається                      | Warner Bros. / DC Entertainment                      |                                                                                                |
| 2013 | Людина зі сталі                                | Warner Bros. / DC Entertainment                      | Перший фільм Розширеного всесвіту DC.                                                          |
| 2013 | РЕД 2                                          | Summit Entertainment / DC Entertainment              |                                                                                                |
| 2016 | Бетмен проти Супермена: На зорі справедливості | Warner Bros. / DC Entertainment                      |                                                                                                |
| 2016 | Загін самогубців                               | Warner Bros. / DC Entertainment                      | Премія «Оскар» за найкращий грим і зачіски.                                                    |
| 2017 | Диво-жінка                                     | Warner Bros. / DC Entertainment                      |                                                                                                |
| 2017 | Ліга справедливості                            | Warner Bros. / DC Entertainment                      |                                                                                                |
| 2018 | Аквамен                                        | Warner Bros. / DC Entertainment                      | 13 грудня 2018 року (Україна).                                                                 |
| 2019 | Шазам                                          | Warner Bros. / DC Entertainment / New Line Cinema    | 4 квітня 2019 року (Україна).                                                                  |
| 2020 | Хижі пташки                                    | Warner Bros. / DC Entertainment                      | 7 лютого 2020 року (Україна).                                                                  |
| 2020 | Диво-жінка 1984                                | Warner Bros. / DC Entertainment                      | 16 грудня 2020 року (Україна).                                                                 |
| 2021 | Ліга справедливості Зака Снайдера              | Warner Bros. / DC Entertainment                      | 18 березня 2021 року.                                                                          |
| 2021 | Загін самогубців 2                             | Warner Bros. / DC Entertainment                      | 6 серпня 2021 року.                                                                            |
| 2022 | Бетмен                                         | Warner Bros. / DC Entertainment                      | 3 березня 2022 року.                                                                           |
| 2022 | Чорний Адам                                    | Warner Bros. / DC Entertainment                      | 14 жовтня 2021 року.                                                                           |
| 2022 | Флеш                                           | Warner Bros. / DC Entertainment                      | 4 листопада 2022 року.                                                                         |
| 2023 | Шазам! Лють Богів                              | Warner Bros. / DC Entertainment / New Line Cinema    | 2023                                                                                           |

## Анімаційні фільми
- Нові пригоди Бетмена (1966)
- Бетмен: Анімаційні серії (1992)
- Бетмен майбутнього (1999)
- Пригоди Бетмена і Робіна (1995)
- Нові пригоди Бетмена (також відомий як «Бетмен: Лицарі Готема») (1997)
- Ліга Справедливості (мультсеріал) (2001)
- Підлітки-Титани (2003)
- Бетмен (2004)
- Бетмен: Відважний і сміливий (2008)
- Молода Ліга справедливості (2010)
- Teen Titans Go! (2013)

Мультфільми
- Бетмен: Маска Привида (1993)
- Бетмен і Містер Фріз (1998)
- Бетмен Майбутнього (1999)
- Бетмен Майбутнього: Повернення Джокера (2000)
- Бетмен: Таємниця Бет Жінки (2003)
- Бетмен проти Дракули (2005)
- Бетмен: Готемський лицар (2008)
- Бетмен: Повернення темного Лицаря (частина 1) (2012)
- Бетмен: Повернення темного Лицаря (частина 2) (2013)